# ترافيس ماكنزي
ترافيس ماكنزي (بالإنجليزية: Travis MacKenzie)‏ هو لاعب كرة قدم أمريكي في مركز الوسط، ولد في 3 يونيو 1986 في كارنغي في الولايات المتحدة. لعب مع بيتسبورغ ريفرهوندز وميلواكي وايف.